# クリスティン・ヒルデブランド
クリスティン・ヒルデブランド（Kristin Hildebrand、女性、1985年6月30日 - ）は、アメリカ合衆国の元バレーボール選手。ポジションはアウトサイドヒッター。元アメリカ合衆国代表。

## 来歴
2005年、スタンフォード大学在学中にアメリカ合衆国代表に初選出される。同年のワールドグランプリで代表デビューした。スタンフォード大学卒業後はロシアリーグのFakel Novy Ourengoï へ移籍した。
2009年より本格的に代表チームで活躍し、同年8月のワールドグランプリではレギュラーとしてチームを牽引した。2012年のワールドグランプリ2012で大会3連覇に大きく貢献したが、同年のロンドンオリンピックメンバーからは外れた。
2013年から代表チームの主将を務め、同年11月のワールドグランドチャンピオンズカップで銀メダルを獲得した。2014-15シーズンにトルコリーグのフェネルバフチェでプレーした。

## 球歴
- 世界選手権 - 2014年（金メダル）
- ワールドグランプリ - 2005年（8位）、2008年（4位）、2009年（9位）、2012年（優勝）、2013年（6位）
- グラチャン - 2013年（2位）
- 北中米選手権 - 2009年（4位）、2013年（優勝）

## 受賞歴
- 2012年 - パンアメリカンカップ　MVP、ベストスコアラー賞

## 所属クラブ
- Fakel Novy Ourengoï（2008-2009年）
- オミチカ・オムスク（2009-2010年）
- ロコモティフ・バクー（2010-2011年）
- Spes Volley Conegliano（2011年）
- River Volley Piacenza（2012年）
- Yeşilyurt（2012-2013年）
- Campinas Voleibol Clube（2013-2014年）
- フェネルバフチェ（2014-2015年）
- Impel Wrocław（2015-2016年）